# Danny Granville
Daniel Patrick Granville (ur. 23 stycznia 1975) – angielski piłkarz, występujący na pozycji obrońcy.
Granville karierę rozpoczynał w Cambridge United, z którego trafił do występującej w Premiership Chelsea. Razem z tym klubem sięgnął po Puchar Zdobywców Pucharów w sezonie 1997/98. Później występował w Leeds United, Manchesterze City oraz Norwich City.
Najdłuższy okres w jednym klubie Danny spędził w Crystal Palace, do którego trafił w grudniu 2001 roku za 500 tysięcy funtów z Mancheteru City. W Palace występował do lipca 2007 roku. W sezonie 2003/04 wywalczył z drużyną awans do Premiership. W sezonie 2004/05 rozegrał 35 spotkań w Premiership, w których zdobył 3 bramki, w przegranych meczach 1-3 z Portsmouth, 2-5 z Manchesterem United oraz w wygranym 3-0 z Tottenhamem.
Po tym jak w 2007 roku opuścił Crystal Palace, Granville występował w niższych ligach, najpierw w zespole Colchester United, później Leyton Orient.